# Ципнарі
Ципнарі (груз. წიფნარი) — село в Грузії.
За даними перепису населення 2014 року в селі проживає 281 особа.